# 올덴부르크가
올덴부르크가(Oldenburg)는 독일 올덴부르크를 기원으로 하는 유럽의 왕가이다. 유럽에서 가장 영향력 있는 왕가 중 하나로, 방계 가문들을 포함해서 덴마크, 노르웨이, 그리스, 아이슬란드, 러시아, 스웨덴, 올덴부르크, 슐레스비히, 홀슈타인 등을 통치했었다. 현재의 영국 왕, 노르웨이 왕과 옛 덴마크 왕, 그리스 왕, 아이슬란드 왕, 러시아 황제, 올덴부르크 대공이 모두 이 왕조 출신들이다.
가문은 올덴부르크의 크리스티안 1세가 1448년에 덴마크 왕, 1450년에 노르웨이 왕, 1457년에 스웨덴 왕으로 선출되면서 올덴부르크가는 덴마크 왕실이 되었다. 1863년 올덴부르크가 본가가 단절되기 전까지 올덴부르크가 수장이 덴마크 왕이였다. 1667년 올덴부르크 백작가 분가가 단절되자 1773년까지 올덴부르크 백작위를 다시 겸임했다가 이후 제2분가인 홀슈타인고토르프 가문에게 올덴부르크 백작위를 넘기고 홀슈타인고토르프 공국을 덴마크에 합병시켰다.

## 역사
중세 올덴부르크 백작들의 혼인은 그들의 후손들이 여러 스칸디나비아 왕국들의 왕이 될 수 있는 발판을 마련했다. 스웨덴 왕 발데마르와 덴마크 왕 에리크 4세의 후손들끼리의 혼인을 통해, 스웨덴과 덴마크의 권리는 1350년 이래로 합쳐졌다.
그 당시 왕위 경쟁자들은 마르그레테 1세의 후계자들이였다. 15세기 올덴부르크가의 후계자는 스웨덴과 노르웨이의 에우페미아 에릭스도테르의 후손이자 덴마크 왕 에리크 5세와 덴마크 왕 아벨의 후손 샤움부르크의 하일비크와 혼인했다. 계보에서 나은 위치에 있던 후손들이 죽으면서, 그들의 아들 크리스티안 (앞서 언급한)이 칼마르 동맹의 세 왕국 모두의 왕이 되었다. 메클렌부르크가는 북유럽의 왕위에 대한 주요 경쟁자였고, 다른이들로는 라우렌부르크 공작들이 포함된다. 다른 올덴부르크의 방계들도 여러 나라를 다스렸다. 올덴부르크가는 덴마크의 요르겐 왕자와 여왕 앤의 혼인으로 잠시 영국을 소유했지만, 그들의 자녀들이 일찍 사망하면서, 왕위는 하노버가에게 넘어갔다.

## 본가
- 올덴부르크 백작 (1101-1448, 1667-1773)
- 덴마크 왕 (1448-1863)
- 노르웨이 왕 (1450-1814)
- 스웨덴 왕 (1457-1464, 1497-1501, 1520-1521)
- 슐레스비히 공작, 홀슈타인 백작 (1460-1544)
- 슐레스비히 공작, 홀슈타인 공작, 공작령의 일부만을 통치 (1544-1721/1773)
- 슐레스비히 공작 (1721-1864, 공작령 전체 통치)
- 홀슈타인 공작 (1773-1864, 공작령 전체 통치)
- 작센라우엔부르크 공작 (1815-1863)

## 분가
- 올덴부르크 백작가 (1667년 단절)
- 슐레스비히홀슈타인존더부르크가
  - 슐레스비히홀슈타인존더부르크아우구스텐부르크가 (1931년 단절)
    1. 슐레스비히홀슈타인 공작 (1863년 작위 주장자, 그 이래로 1931년까지 명목상 공작)

  - 슐레스비히홀슈타인존더부르크글뤽스부르크가 (1825년 슐레스비히홀슈타인존더부르크베크가에서 가문명 변경)
    1. 슐레스비히홀슈타인 공작 (1931년 이래로 명목상 공작)
    2. 덴마크 왕 (1863-2024)
    3. 작센라우엔부르크 공작 (1863-1864)
    4. 아이슬란드 왕 (1918-1944)
    5. 노르웨이 왕 (1905-)
    6. 그리스인의 왕 (1863-1924, 1935-1973)
    7. 영국 왕: 에든버러 공작 필립과 그의 자녀, 손주들은 이 방계 가문의 부계쪽 후손들이다. 그의 남계 후손들은 영국 군주 선언에 따라 명목상으로는 윈저가이다.[1]
- 홀슈타인고토르프가
  1. 홀슈타인고토르프 공작 (1544-1739)

  - 홀슈타인고토르프로마노프가 (보통 로마노프로 불림)
    1. 홀슈타인고토르프 공작 (1739-1773)
    2. 러시아 황제 (1762, 1796-1917)

  - 스웨덴 왕가 (1818년 왕조 교체 후 1877년 단절)
    1. 스웨덴 왕 (1751-1818)
    2. 노르웨이 왕 (1814-1818)

  - 올덴부르크 대공가
    1. 올덴부르크 공작, 대공 (1773-1918)
- 단네스키올드가 (사생아 가문)
  - 단네스키올드뢰벤달가 (1829년 단절)
  - 단네스키올드라우르비히가 (1783년 단절)
  - 단네스키올드삼쇠가

## 역대 수장
칼마르 연합의 군주로 즉위한 이후 1863년까지 올덴부르크가 본가의 수장인 덴마크 왕이 올덴부르크가의 수장이었지만 1863년 단절되면서 슐레스비히홀슈타인존더부르크아우구스텐부르크가의 수장이 올덴부르크가의 수장이 되었다. 그러나 1931년 단절되면서 슐레스비히홀슈타인존더부르크글뤽스부르크가의 수장 프리드리히 페르디난트가 올덴부르크가의 수장 지위를 이어받아 현재까지 그의 후손들이 올덴부르크가의 수장을 이어받게 된다.
- 올덴부르크 본가 (1101년-1863년, 올덴부르크 백작가: 1101년-1448년, 덴마크 왕가: 1448년-1863년)
  - 엘리마르 1세 (생몰년: 1040년-1112년, 재위: 1091년-1108년) - 올덴부르크 백작
  - 엘리마르 2세 (생몰년: 1070년-1142년, 재위: 1108년-1142년) - 올덴부르크 백작
  - 크리스티안 1세 (생몰년: 1123년-1167년, 재위: 1142년-1167년) - 올덴부르크 백작
  - 모리츠 1세 (생몰년: 1145년-1209년, 재위: 1167년-1209년) - 올덴부르크 백작
  - 오토 1세 (생몰년: 1175년-1251년, 재위: 1209년-1251년) - 올덴부르크 백작
  - 크리스티안 2세 (생몰년: 1184년-1233년, 재위: 1209년-1233년) - 올덴부르크 백작
  - 요한 1세 (생몰년: 1204년-1270년, 재위: 1233년-1270년) - 올덴부르크 백작
  - 크리스티안 3세 (생몰년: ?-1285년, 재위: 1270년-1285년) - 올덴부르크 백작
  - 오토 2세 (생몰년: ?-1112년, 재위: 1272년-1278년) - 올덴부르크 백작
  - 요한 2세 (생몰년: ?-1315년, 재위: 1285년-1315년) - 올덴부르크 백작
  - 크리스티안 4세 (생몰년: ?-1323년, 재위: 1315년-1323년) - 올덴부르크 백작
  - 요한 3세 (생몰년: 1295년-1345년, 재위: 1315년-1345년) - 올덴부르크 백작
  - 요한 4세 (생몰년: ?-1356년, 재위: 1345년-1356년) - 올덴부르크 백작
  - 콘라트 1세 (생몰년: ?-1347년, 재위: 1324년-1347년) - 올덴부르크 백작
  - 콘라트 2세 (생몰년: ?-1401년, 재위: 1347년-1401년) - 올덴부르크 백작
  - 모리츠 2세 (생몰년: 1381년-1420년, 재위: 1401년-1420년) - 올덴부르크 백작
  - 크리스티안 5세 (생몰년: 1342년-1399년, 재위: 1368년-1398년) - 올덴부르크 백작
  - 크리스티안 6세 (생몰년: 1394년-1421년, 재위: 1403년-1421년) - 올덴부르크 백작
  - 디트리히 (생몰년 1390년-1440년, 재위: 1403년-1440년) - 올덴부르크 백작
  - 크리스티안 1세 (생몰년: 1426년-1481년, 재위: 1440년-1481년) - 올덴부르크 백작(재위: 1440년-1448년), 덴마크 왕(재위: 1448년-1481년)
  - 한스 (생몰년: 1455년 ~ 1513년, 재위: 1481년 ~ 1513년) - 덴마크 왕
  - 크리스티안 2세 (생몰년: 1481년-1559년, 재위: 1513년-1523년) - 덴마크 왕
  - 프레데리크 1세 (생몰년: 1471년-1533년, 재위: 1523년-1533년) - 덴마크 왕
  - 크리스티안 3세 (생몰년: 1503년-1559년, 재위: 1534년-1559년) - 덴마크 왕
  - 프레데리크 2세 (생몰년: 1534년-1588년, 재위: 1559년-1588년) - 덴마크 왕
  - 크리스티안 4세 (생몰년: 1577년-1648년, 재위: 1588년-1648년) - 덴마크 왕
  - 프레데리크 3세 (생몰년: 1609년-1670년, 재위: 1648년-1670년) - 덴마크 왕
  - 크리스티안 5세 (생몰년: 1646년-1699년, 재위: 1670년-1699년) - 덴마크 왕
  - 프레데리크 4세 (생몰년: 1671년-1730년, 재위: 1699년-1730년) - 덴마크 왕
  - 크리스티안 6세 (생몰년: 1699년-1746년, 재위: 1730년-1746년) - 덴마크 왕
  - 프레데리크 5세 (생몰년: 1723년-1766년, 재위: 1746년-1766년) - 덴마크 왕
  - 크리스티안 7세 (생몰년: 1749년-1808년, 재위: 1766년-1808년) - 덴마크 왕
  - 프레데리크 6세 (생몰년: 1768년-1839년, 재위: 1808년-1839년) - 덴마크 왕
  - 크리스티안 8세 (생몰년: 1786년-1848년, 재위: 1839년-1848년) - 덴마크 왕
  - 프레데리크 7세 (생몰년: 1808년-1863년, 재위: 1848년-1863년) - 덴마크 왕
- 슐레스비히홀슈타인존더부르크가 (1863년-현재)
  - 슐레스비히홀슈타인존더부르크아우구스텐부르크가 (1863년-1931년)
    - 크리스티안 아우구스트 2세 (생몰년: 1798년-1869년, 재위: 1863년-1869년) - 슐레스비히홀슈타인존더부르크아우구스텐부르크 공작
    - 프리드리히 8세 (생몰년: 1829년-1880년, 재위: 1869년-1880년) (명목상) 슐레스비히홀슈타인 공작
    - 에른스트 귄터 2세 (생몰년: 1863년-1921년, 재위: 1880년-1921년) - (명목상) 슐레스비히홀슈타인 공작
    - 알베르트 (생몰년: 1869년-1931년, 재위: 1921년-1931년) - (명목상) 슐레스비히홀슈타인 공작

  - 슐레스비히홀슈타인존더부르크글뤽스부르크가 (1931년-현재)
    - 프리드리히 페르디난트 (생몰년: 1855년-1934년, 재위: 1931년-1934년) - (명목상) 슐레스비히홀슈타인 공작
    - 빌헬름 프리드리히 (생몰년: 1891년-1965년, 재위: 1934년-1965년) - (명목상) 슐레스비히홀슈타인 공작
    - 페터 (생몰년: 1922년-1980년, 재위: 1965년-1980년) - (명목상) 슐레스비히홀슈타인 공작
    - 크리스토프 (생몰년: 1949년-2023년, 재위: 1980년-2023년) - (명목상) 슐레스비히홀슈타인 공작
    - 프리드리히 페르디난트 (1985년생, 재위: 2023년-현재) - (명목상) 슐레스비히홀슈타인 공작

## 가문 전체 구성원 및 계승 순위
현 올덴부르크가의 수장은 프리드리히 페르디난트(1985-)이다.
이하는 계승 순위이다.
- 글뤽스부르크 왕조 본가(1-7)
- 덴마크 글뤽스부르크 왕조(8, 12, 13, 31-37)
- 노르웨이 글뤽스부르크 왕조(9-11)
- 그리스 왕국 글뤽스부르크 왕조(14-20, 30)
- 영국 윈저가(21-29)
- 러시아 제국 홀슈타인고토르프로마노프가(38-50)
- 올덴부르크 대공국 홀슈타인고토르프가(51-68)

- 1.알프레트
- 2.알베르트
- 3.콘스탄틴
- 4.타실로
- 5.레오폴드
- 6.알렉산더
- 7.율리안
- 8.잉골프
- 9.하랄 5세
- 10.노르웨이 왕세자 호콘
- 11.노르웨이 왕자 스베레 망누스
- 12.울리크
- 13.필리프
- 14.그리스 왕세자 파블로스
- 15.콘스탄티노스 알렉시오스
- 16.아킬레아스 안드레아스
- 17.오디세아스 키몬
- 18.아리스티디스 스타보로스
- 19.니콜라오스
- 20.필리포스
- 21.찰스 3세
- 22.웨일스 공 윌리엄
- 23.웨일스 공자 조지
- 24.웨일스 공자 루이
- 25.서식스 공작 해리
- 26.서식스 공자 아치
- 27.요크 공작 앤드루
- 28.에든버러 공작 에드워드
- 29.웨식스 백작 제임스
- 30.미하일
- 31.악셀
- 32.카를 요한
- 33.알렉산더
- 34.비거
- 35.카를 요한
- 36.발데마르
- 37.니콜라이
- 38.디미트리 파블로비치 로마노프스키 일린스키
- 39.미하일 파블로비치 로마노프스키 일린스키
- 40 게오르기 알렉산드로비치 유리예프스키
- 41.알렉시스 안드레이비치 로마노프
- 42.표트르 안드레이비치 로마노프
- 43.안드레이 안드레이비치 로마노프
- 44.로스티슬라프 로스티슬라보비치 로마노프
- 45.로스티슬라프 로스티슬라보비치 로마노프
- 46.미하일 로스티슬라보비치 로마노프
- 47.니키타 로스티슬라보비치 로마노프
- 48.니콜라이 니콜라예비치 로마노프
- 49.다닐 니콜라예비치 로마노프
- 50.잭슨 다닐 다닐로비치 로마노프
- 51.크리스티안(프리드리히 페르디난트와는 28촌이며, 모계로는 9촌이다.)
- 52.알렉산더
- 53.필리프
- 54.안톤 프리드리히
- 55.프리드리히 아우구스트
- 56.니콜라우스
- 57.크리스토프
- 58.게오르크
- 59.오스카
- 60.게오르크 모리츠
- 61.파울 블라디미르
- 62.키릴
- 63.카를로스
- 64.파울
- 65.루이 페르디난트
- 66.휴노
- 67.요한
- 68.콘스탄틴 니콜라우스

## 갤러리

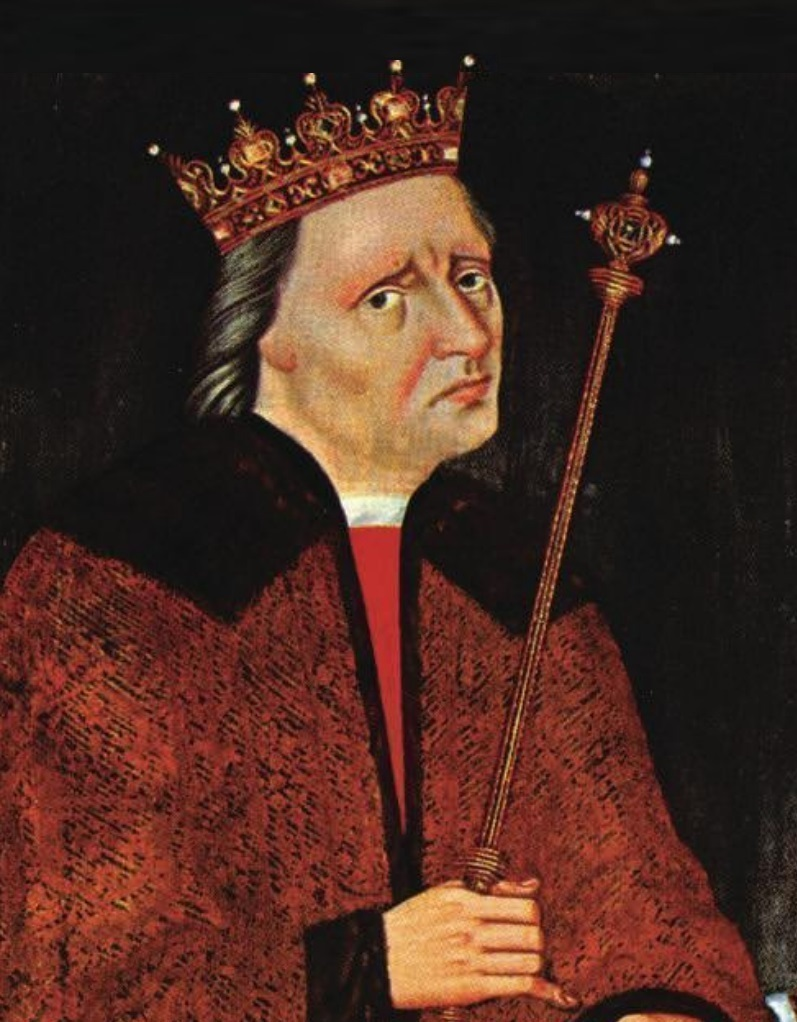
올덴부르크가 최초의 왕 크리스티안 1세 (1426-1481)
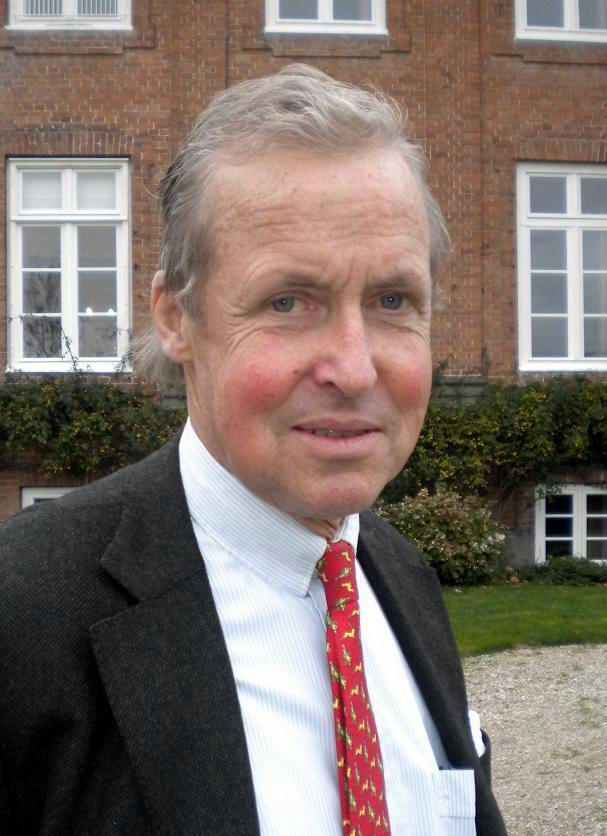
1980년부터 2023년까지의 올덴부르크가의 수장[2] 슐레스비히홀슈타인의 크리스토프 (*1949)
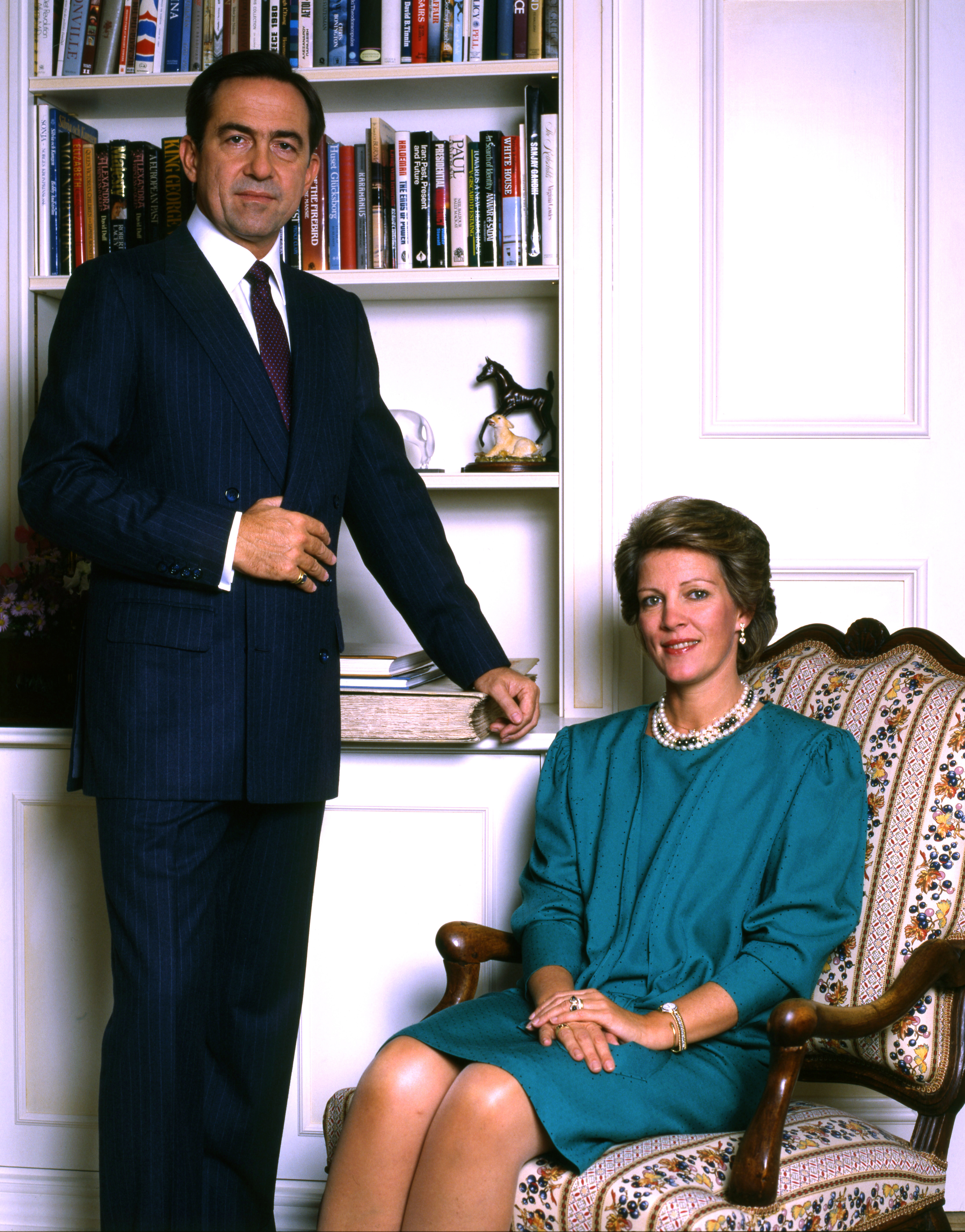
옛 그리스 왕 콘스탄티노스 2세 (*1940)와 아내 덴마크공녀 (*1946)
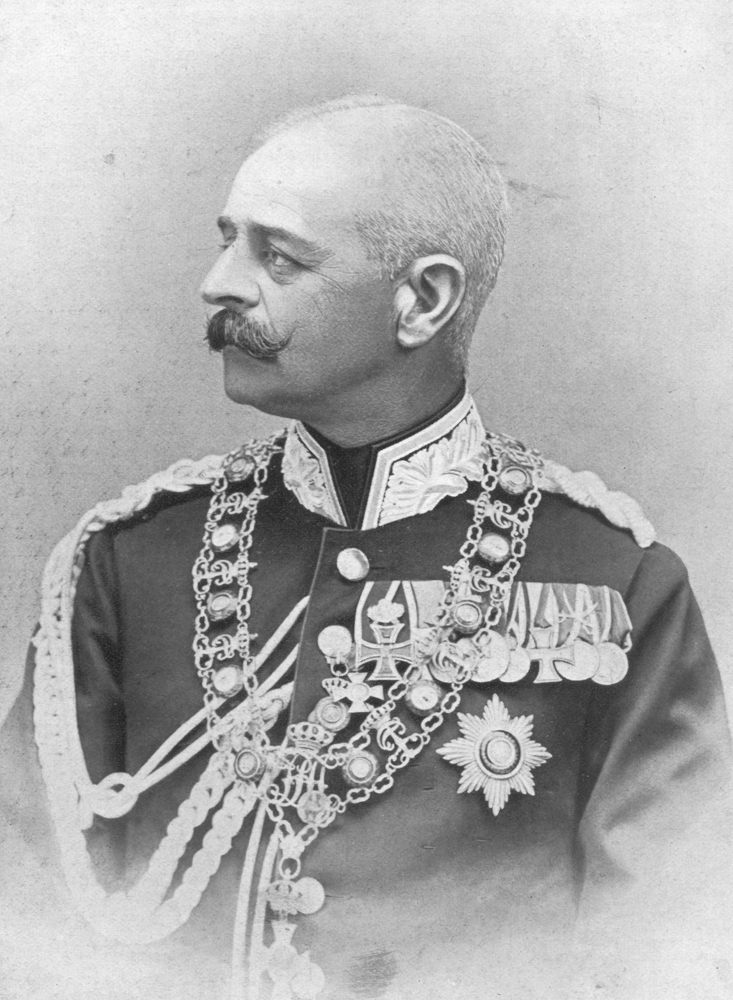
올덴부르크 대공 프리드리히 아우구스트 2세 (1852년–1931년)
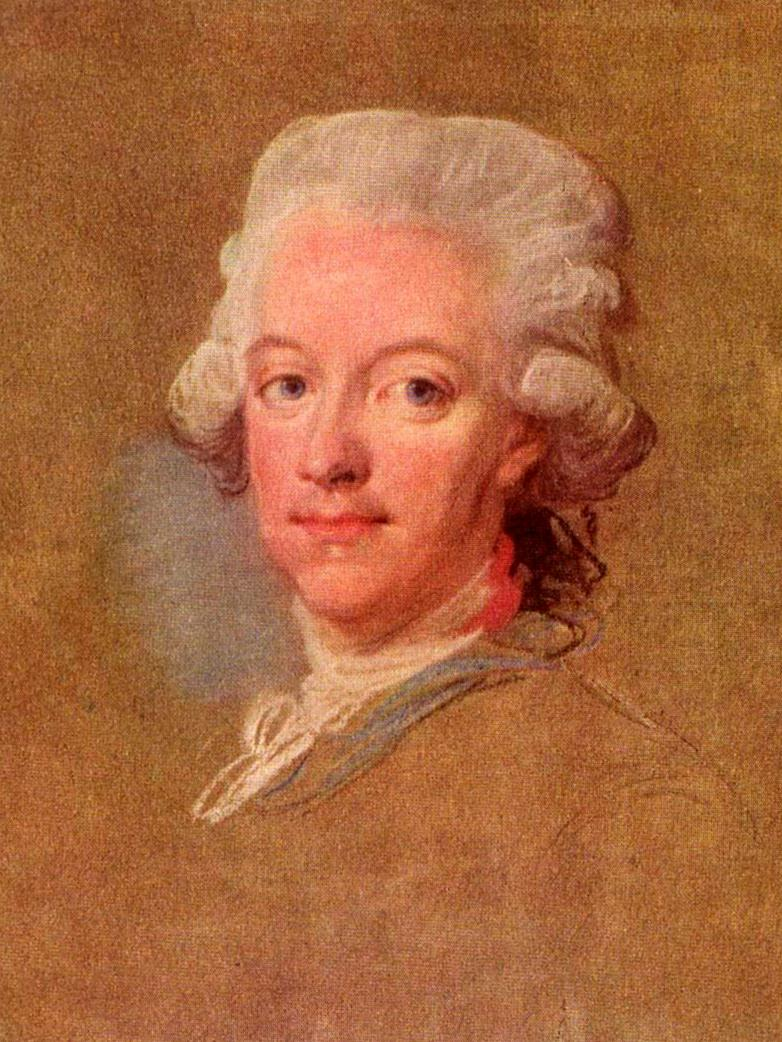
스웨덴의 올덴부르크가 출신 중 가장 유명한 왕 구스타브 3세 (1746년-1792년)
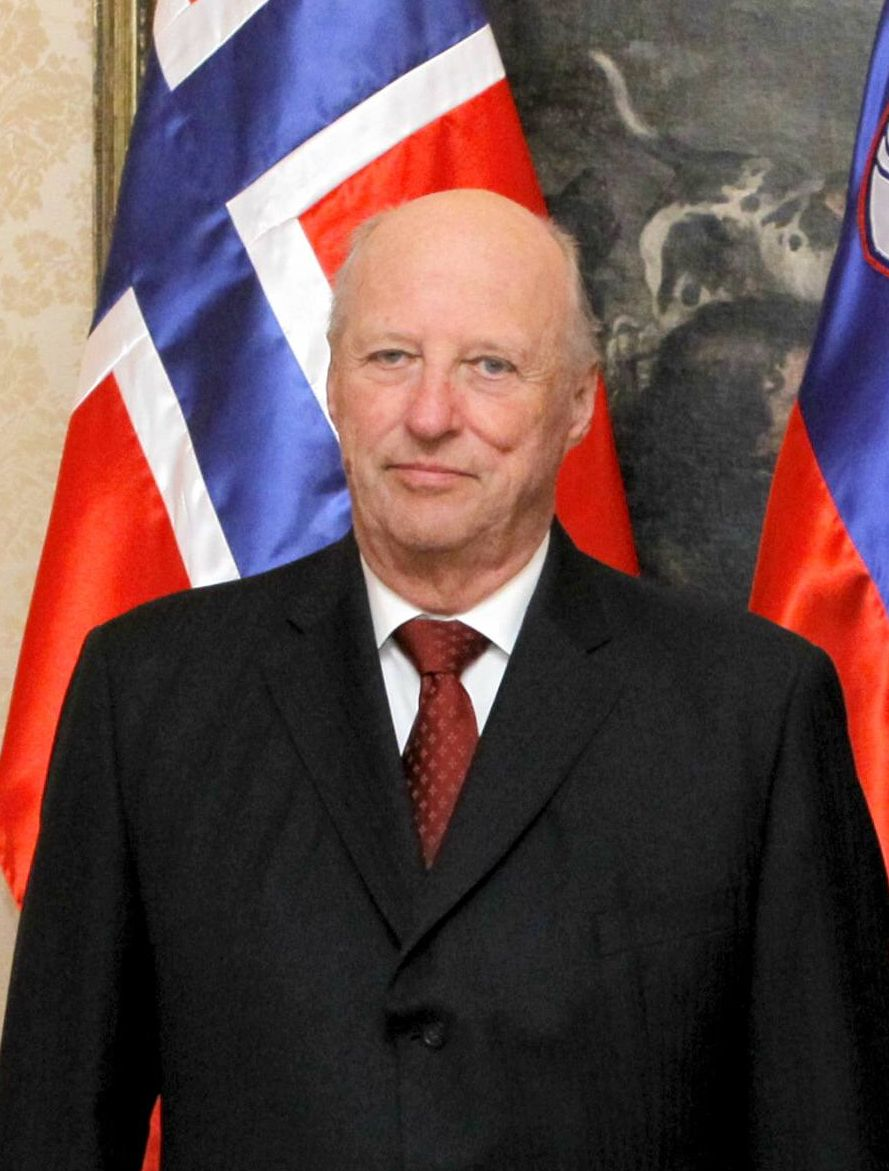
노르웨이 왕 하랄 5세 (*1937)
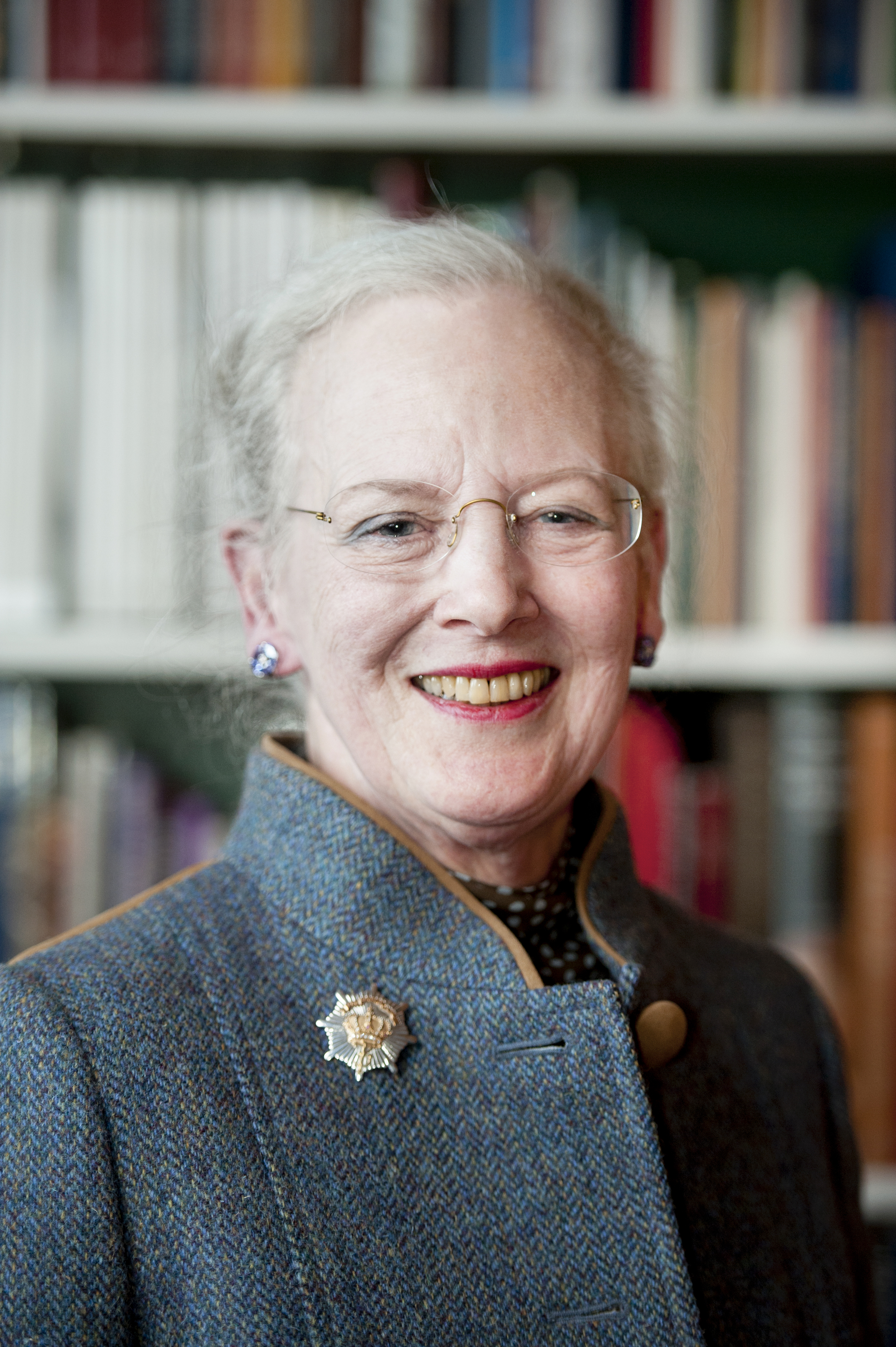
덴마크 여왕 마르그레테 2세 (*1940)
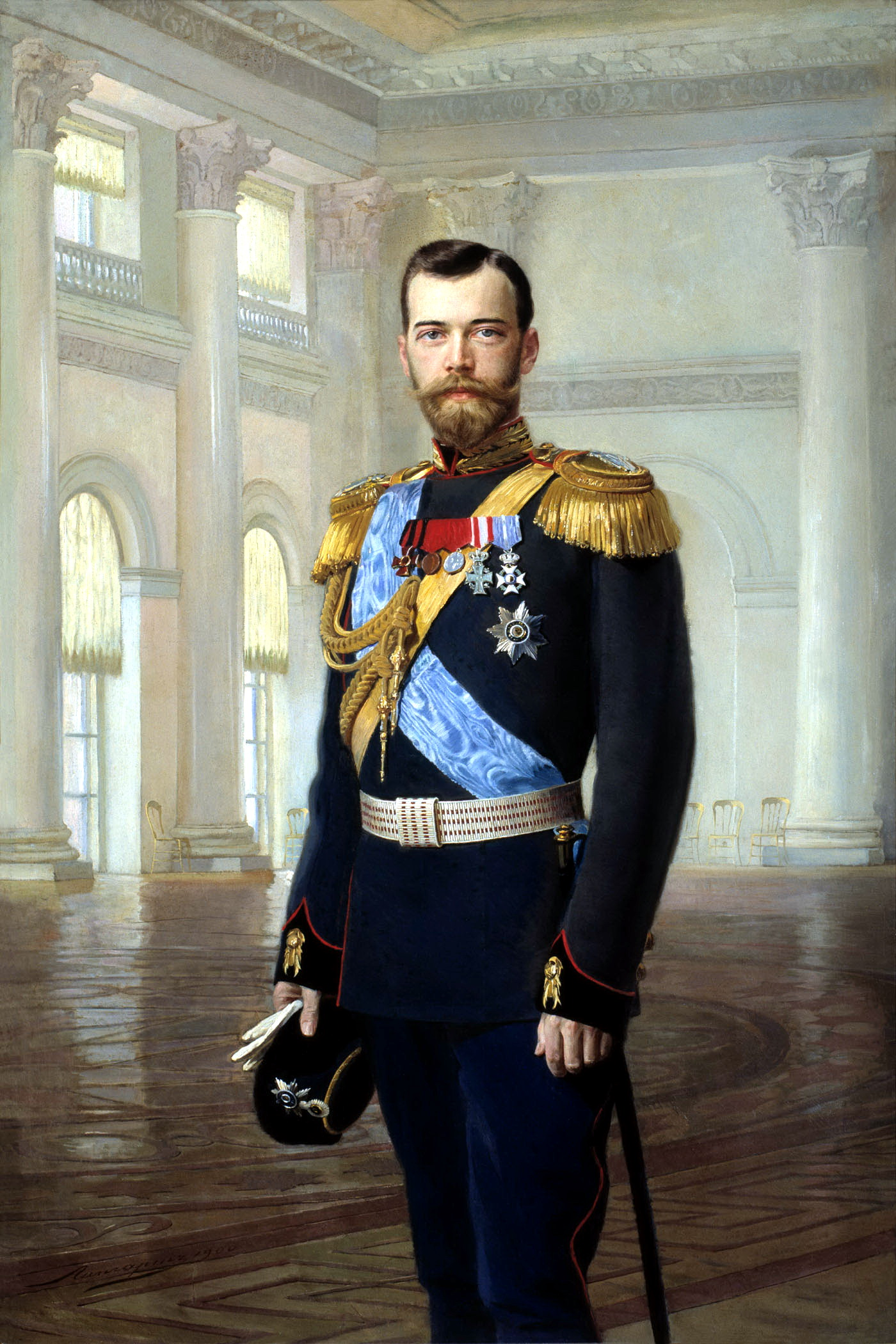
마지막 러시아 황제 니콜라이 2세 (1868년-1918년)
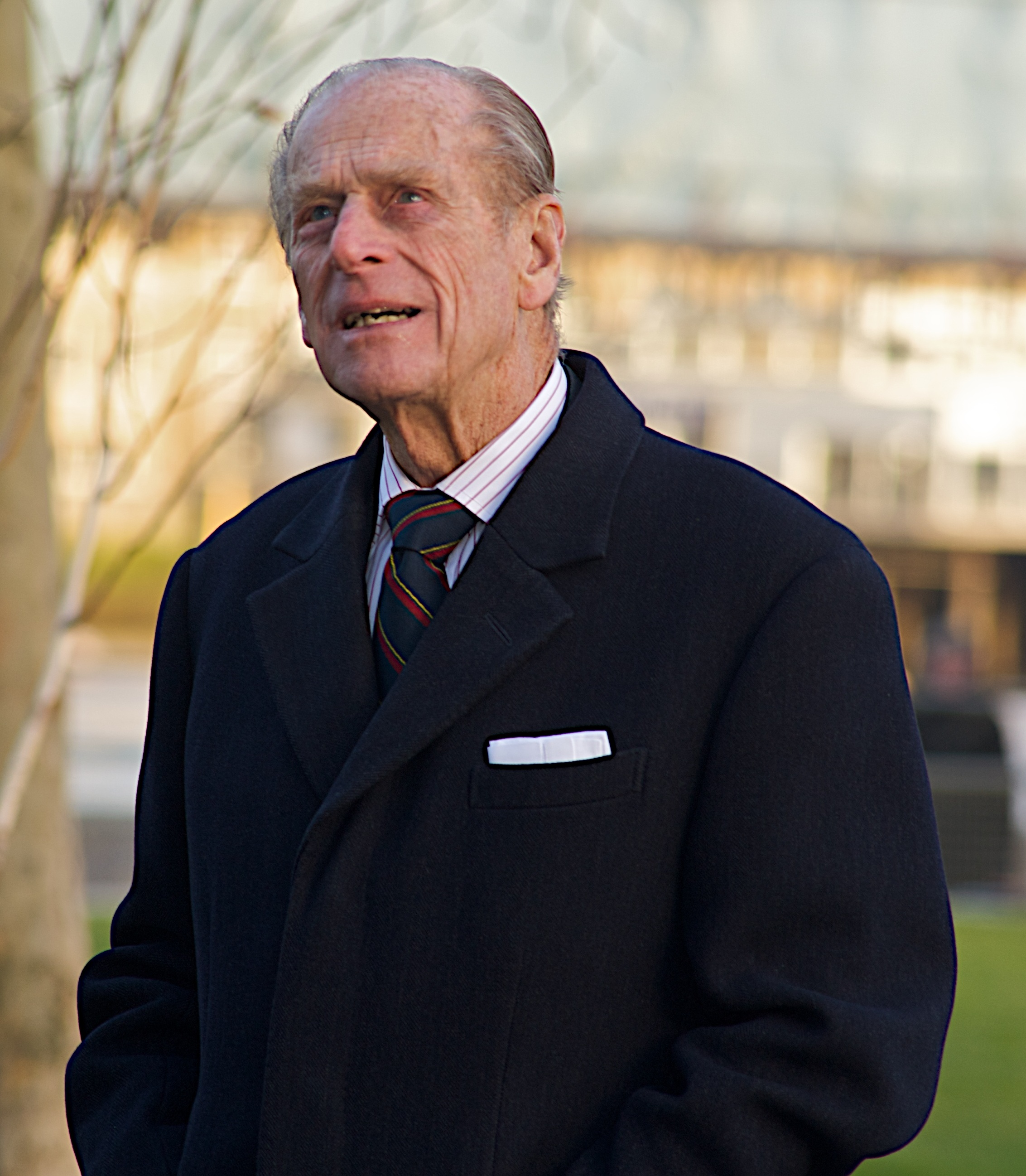
그리스와 덴마크 왕자 및 에딘버러 공 필립 (*1921)
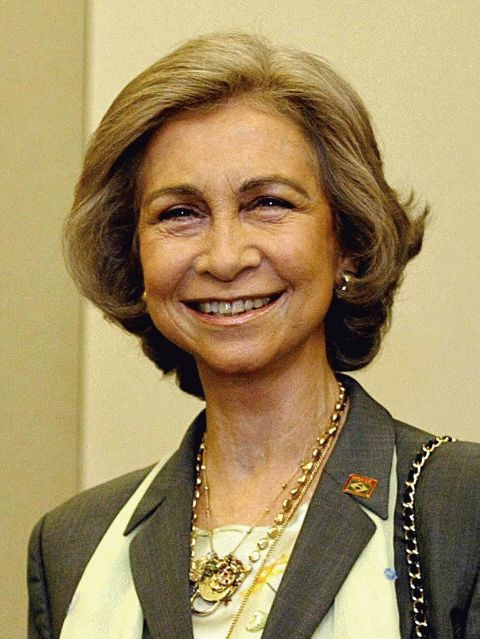
그리스와 덴마크 공녀 및 스페인 왕비 소피아 (*1938)